# 900
900（九百、きゅうひゃく、nine hundred）は自然数、また整数において、899の次で901の前の数である。

## 性質
- 900は合成数であり、約数は 1, 2, 3, 4, 5, 6, 9, 10, 12, 15, 18, 20, 25, 30, 36, 45, 50, 60, 75, 90, 100, 150, 180, 225, 300, 450, 900 である。
  - 約数の和は2821。
    - 220番目の過剰数である。1つ前は896、次は906。
      - σ(n) ≧ 3n を満たす n とみたとき15番目の数である。1つ前は840、次は960。(ただしσは約数関数、オンライン整数列大辞典の数列 A023197)

    - 約数の和が奇数になる51番目の数である。1つ前は882、次は961。

  - 約数を27個もつ最小の数である。次は1764。
    - 約数を n 個もつ最小の数とみたとき。1つ前の26個は12288、次の28個は960。(オンライン整数列大辞典の数列 A005179)
- 900 = 302
  - 30番目の平方数である。1つ前は841、次は961。
  - n = 2 のときの 30n の値とみたとき1つ前は30、次は27000。
  - 900 = (2 × 15)2
    - n = 15 のときの (2n)2 の値とみたとき1つ前は784、次は1024。(オンライン整数列大辞典の数列 A016742)

  - 900 = (3 × 10)2
    - n = 10 のときの (3n)2 の値とみたとき1つ前は729、次は1089。(オンライン整数列大辞典の数列 A016766)

  - 900 = (5 × 6)2
    - n = 6 のときの (5n)2 の値とみたとき1つ前は625、次は1225。(オンライン整数列大辞典の数列 A016850)
    - n = 5 のときの (6n)2 の値とみたとき1つ前は576、次は1296。(オンライン整数列大辞典の数列 A016910)

  - 900 = 22 × 32 × 52
    - 連続素数の平方積で表せる数である。1つ前は36、次は44100。
    - 3連続素数の平方積とみたとき最小、次は11025。
    - 3つの異なる素因数の積で p2 × q2 × r2 の形で表せる最小の数である。次は1764。(オンライン整数列大辞典の数列 A162143)

  - 900 = 9 × 102
    - n = 9 のときの 100n の値とみたとき1つ前は800、次は1000。(オンライン整数列大辞典の数列 A044332)
- 54までの自然数のオイラーのφ関数の値の和に等しい。1つ前は882、次は940。(オンライン整数列大辞典の数列 A002088)
  - 900 = φ(1) + φ(2) + … + φ(54)
- 199番目のハーシャッド数である。1つ前は888、次は902。
  - 平方数がハーシャッド数になる13番目の数である。1つ前は576、次は1296。
  - 9を基としたとき55番目のハーシャッド数である。1つ前は810、次は1008。
- 各位の平方和が平方数になる73番目の数である。1つ前は884、次は926。(オンライン整数列大辞典の数列 A175396)
  - 各位の和と各位の平方和が両方とも平方数になる9番目の数である。1つ前は400、次は1000。(オンライン整数列大辞典の数列 A197125)
- 各位の立方和が平方数になる46番目の数である。1つ前は880、次は1000。(オンライン整数列大辞典の数列 A197039)
- 900 = 6 × 10 × 15
  - 3連続三角数の積で表せる3番目の数である。1つ前は180、次は3150。
- 7000までの素数は900個ある。1つ前の6000までは783、次の8000までは1007。(オンライン整数列大辞典の数列 A038812)
- 約数の和が900になる数は2個ある。(472, 745) 約数の和2個で表せる58番目の数である。1つ前は884、次は920。
- 900 = 103 − 102
  - n = 10 のときの n3 − n2 の値とみたとき1つ前は648、次は1210。(オンライン整数列大辞典の数列 A045991)
- 1/900 = 0.0011… (下線部は循環節で長さは1)
  - 逆数が循環小数になる数で循環節が1になる36番目の数である。1つ前は768、次は960。(オンライン整数列大辞典の数列 A070021)
- 900 = 182 + 242
  - 異なる2つの平方数の和で表せる264番目の数である。1つ前は898、次は901。(オンライン整数列大辞典の数列 A004431)
  - 302 = 182 + 242
    - 平方数が異なる2つの平方数の和で表せる10番目の数である。1つ前は841、次は1156。(オンライン整数列大辞典の数列 A134422)
      - ここに現れる 18，24，30 はピタゴラス数である。
- 900 = 42 + 102 + 282 = 42 + 202 + 222 = 102 + 202 + 202
  - 3つの平方数の和3通りで表せる128番目の数である。1つ前は898、次は908。(オンライン整数列大辞典の数列 A025323)
  - 900 = 42 + 102 + 282 = 42 + 202 + 222
    - 異なる3つの平方数の和2通りで表せる167番目の数である。1つ前は898、次は908。(オンライン整数列大辞典の数列 A025340)
- 900 = 53 + 63 + 63 + 73
  - 4つの正の数の立方数の和で表せる254番目の数である。1つ前は890、次は903。(オンライン整数列大辞典の数列 A003327)
- 900 = 180 × 5
  - 900°= 5π (rad)。1つ前の4πは720°、次の6πは1080°。
  - 七角形の内角の和は900°である。1つ前の六角形は720°、次の八角形は1080°。

## その他 900 に関連すること
- 西暦900年
- 紀元前900年
- 900の接頭辞：nongenti（ラテン語）
- ギリシャ文字のサンピは、900 を表す。
- 2回転半は 900°の回転に等しい。
  - そのことから、スノーボードのスピン・トリックの名称でもある。
- 山陰放送、高知放送のラジオ周波数は、900kHz。
- ダッソー ファルコン 900は、フランスのダッソーのビジネスジェット機。
- サーブ・900 は、スウェーデンのサーブの乗用車。
- ホンダ・CBR900RR は、本田技研工業のオートバイ。
- 900系
  - 国鉄・JRの試作車には、900番台の区分が与えられることが多い。

## 901 から 999 までの整数

### 901 から 920
901 = 17 × 53
902 = 2 × 11 × 41、楔数、ノントーティエント、ハーシャッド数
903 = 3 × 7 × 43、楔数、42番目の三角数
904 = 23 × 113
905 = 5 × 181、7つの連続した素数の和 (109 + 113 + 127 + 131 + 137 + 139 + 149)
906 = 2 × 3 × 151、楔数、7セグメントディスプレイでの表示で点対称な数である。
907: 素数、エマープ(907 ←→ 709)
908 = 22 × 227、ノントーティエント
909 = 32 × 101
910 = 2 × 5 × 7 × 13、ハーシャッド数
911: 素数、数字を入れかえた191も素数、36番目のソフィ・ジェルマン素数、北アメリカでの緊急通報用電話番号
912 = 24 × 3 × 19、4つの連続した素数の和 (223 + 227 + 229 + 233)、10個の連続した素数の和 (67 + 73 + 79 + 83 + 89 + 97 + 101 + 103 + 107 + 109)、ハーシャッド数
913 = 11 × 83、45番目のスミス数
914 = 2 × 457、ノントーティエント
915 = 3 × 5 × 61、楔数、46番目のスミス数、ハーシャッド数
916 = 22 × 229、ノントーティエント
917 = 7 × 131、5つの連続した素数の和 (173 + 179 + 181 + 191 + 193)
918 = 2 × 33 × 17、ハーシャッド数
919: 素数、19番目の回文素数、17番目の中心つき六角数
920 = 23 × 5 × 23

### 921 から 940
921 = 3 × 307
922 = 2 × 461、ノントーティエント、47番目のスミス数
923 = 13 × 71
924 = 22 × 3 × 7 × 11、双子素数の和 (461 + 463)（24番目）
925 = 52 × 37、21番目の中心つき四角数、スターリングシルバーにおける銀の含有率（単位はパーミル）
926 = 2 × 463、6つの連続した素数の和 (139 + 149 + 151 + 157 + 163 + 167)、ノントーティエント、7セグメントディスプレイでの表示で点対称な数である。
927 = 32 × 103、14番目のトリボナッチ数
928 = 25 × 29、4つの連続した素数の和 (227 + 229 + 233 + 239)、8つの連続した素数の和 (101 + 103 + 107 + 109 + 113 + 127 + 131 + 137)
929: 素数、20番目の回文素数、9つの連続した素数の和 (83 + 89 + 97 + 101 + 103 + 107 + 109 + 113 + 127)､マツダ・ルーチェの輸出名のひとつ｢Mazda 929｣｡
930 = 2 × 3 × 5 × 31、30番目の矩形数。
931 = 72 × 19 = 300 + 301 + 302 、3つの連続した素数の和 (307 + 311 + 313)
932 = 22 × 233
933 = 3 × 311　
934 = 2 × 467、ノントーティエント
935 = 5 × 11 × 17、楔数、ハーシャッド数
936 = 23 × 32 × 13、12番目の五角錐数、ハーシャッド数
937: 素数、エマープ(937 ←→ 739)、数字を入れかえた379、397も素数、13番目の六芒星数
938 = 2 × 7 × 67、楔数、ノントーティエント
939 = 3 × 313
940 = 22 × 5 × 47

### 941 から 960
941: 素数、エマープ(941 ←→ 149)、数字を入れかえた419、491も素数、3つの連続した素数の和 (311 + 313 + 317)、5つの連続した素数の和 (179 + 181 + 191 + 193 + 197)
942 = 2 × 3 × 157 = 3.14 × 3 × 100 、楔数、4つの連続した素数の和 (229 + 233 + 239 + 241)、ノントーティエント
943 = 23 × 41
944 = 24 × 59、ノントーティエント
945 = 33 × 5 × 7、9の二重階乗、奇数の過剰数のうち最小のもの、奇数の擬似完全数のうち最小のもの
946 = 2 × 11 × 43、楔数、43番目の三角数、22番目の六角数
947: 素数、7つの連続した素数の和 (113 + 127 + 131 + 137 + 139 + 149 + 151)、数字を入れかえた479も素数
948 = 22 × 3 × 79、ノントーティエント、7番目の第2種ルース＝アーロン・ペア (948, 949) の前者
949 = 13 × 73、7番目の第2種ルース＝アーロン・ペア (948, 949) の後者
950 = 2 × 52 × 19、ノントーティエント、アルゼンチンで発行された本に付けられる ISBN のグループ番号2つのうちのひとつ
951 = 3 × 317、19番目の中心つき五角数、フィンランドに対応する ISBN のグループ番号2つのうちのひとつ
952 = 23 × 7 × 17、フィンランドに対応する ISBN のグループ番号2つのうちのひとつ
953: 素数、エマープ(953 ←→ 359)、数字を入れかえた593も素数、37番目のソフィ・ジェルマン素数、17番目の中心つき七角数、クロアチアに対応する ISBN のグループ番号
954 = 2 × 32 × 53、10個の連続した素数の和 (73 + 79 + 83 + 89 + 97 + 101 + 103 + 107 + 109 + 113)、ノントーティエント、ハーシャッド数、ブルガリアに対応する ISBN のグループ番号
955 = 5 × 191、スリランカに対応する ISBN のグループ番号
956 = 22 × 239、7セグメントディスプレイでの表示で点対称な数である、チリに対応する ISBN のグループ番号
957 = 3 × 11 × 29、楔数、台湾および中国に対応する ISBN のグループ番号2つのうちのひとつ
958 = 2 × 479、ノントーティエント、48番目のスミス数、コロンビアに対応する ISBN のグループ番号
959 = 7 × 137、キューバに対応する ISBN のグループ番号
960 = 26 × 3 × 5、6つの連続した素数の和 (149 + 151 + 157 + 163 + 167 + 173)、ハーシャッド数、ギリシャに対応する ISBN のグループ番号

### 961 から 980
961 = 312、3つの連続した素数の和 (313 + 317 + 331)、5つの連続した素数の和 (181 + 191 + 193 + 197 + 199)、15番目の中心つき八角数、スロベニアに対応する ISBN のグループ番号
962 = 2 × 13 × 37、楔数、ノントーティエント、香港に対応する ISBN のグループ番号2つのうちのひとつ
963 = 32 × 107、最初の24個の素数の和、ハンガリーに対応する ISBN のグループ番号
964 = 22 × 241、4つの連続した素数の和 (233 + 239 + 241 + 251)、ノントーティエント、イランに対応する ISBN のグループ番号
965 = 5 × 193、イスラエルに対応する ISBN のグループ番号
966 = 2 × 3 × 7 × 23、8つの連続した素数の和 (103 + 107 + 109 + 113 + 127 + 131 + 137 + 139)、ハーシャッド数、ウクライナに対応する ISBN のグループ番号2つのうちのひとつ
967: 素数、エマープ(967 ←→ 769)、マレーシアに対応する ISBN のグループ番号2つのうちのひとつ
968 = 23 × 112、ノントーティエント、メキシコに対応する ISBN のグループ番号2つのうちのひとつ
969 = 3 × 17 × 19、楔数、17番目の九角数、17番目の三角錐数、パキスタンに対応する ISBN のグループ番号
970 = 2 × 5 × 97、楔数、メキシコに対応する ISBN のグループ番号2つのうちのひとつ
971: 素数、エマープ(971 ←→ 179)、数字を入れかえた197、719も素数、フィリピンに対応する ISBN のグループ番号
972 = 22 × 35、ハーシャッド数、ポルトガルに対応する ISBN のグループ番号2つのうちのひとつ
973 = 7 × 139、ルーマニアに対応する ISBN のグループ番号
974 = 2 × 487、ノントーティエント、974 = 172 + 182 + 192、タイに対応する ISBN のグループ番号
975 = 3 × 52 × 13、トルコに対応する ISBN のグループ番号
976 = 24 × 61、16番目の十角数、以下の国または地域に対応する ISBN のグループ番号: アンティグア島、バハマ、バルバドス、ベリーズ、ケイマン諸島、ドミニカ国、グレナダ、ガイアナ、ジャマイカ、モントセラト、セントクリストファー・ネイビス、セントルシア、セントビンセント・グレナディーン、トリニダード・トバゴ、イギリス領ヴァージン諸島
977: 素数、9つの連続した素数の和 (89 + 97 + 101 + 103 + 107 + 109 + 113 + 127 + 131)、エジプトに対応する ISBN のグループ番号
978 = 2 × 3 × 163、楔数、ノントーティエント、ナイジェリアに対応する ISBN のグループ番号
979 = 11 × 89、979 = 14 + 24 + 34 + 44 + 54、インドネシアに対応する ISBN のグループ番号
980 = 22 × 5 × 72、ベネズエラに対応する ISBN のグループ番号

### 981 から 999
981 = 32 × 109、シンガポールに対応する ISBN のグループ番号2つのうちのひとつ
982 = 2 × 491、以下の国または地域に対応する ISBN のグループ番号: クック諸島、フィジー、キリバス、マーシャル諸島、ミクロネシア、ナウル、ニューカレドニア、ニウエ、パラオ、ソロモン諸島、トケラウ、トンガ、ツバル、バヌアツ、サモア
983: 素数、エマープ(983 ←→ 389)、25番目の安全素数、マレーシアに対応する ISBN のグループ番号2つのうちのひとつ
984 = 23 × 3 × 41、バングラデシュに対応する ISBN のグループ番号
985 = 5 × 197、3つの連続した素数の和 (317 + 331 + 337)、13番目のマルコフ数、9番目のペル数、49番目のスミス数、ベラルーシに対応する ISBN のグループ番号2つのうちのひとつ
986 = 2 × 17 × 29、楔数、ノントーティエント、7セグメントディスプレイでの表示で点対称な数である、台湾および中国に対応する ISBN のグループ番号2つのうちのひとつ
987 = 3 × 7 × 47、楔数、16番目のフィボナッチ数、アルゼンチンに対応する ISBN のグループ番号2つのうちのひとつ
988 = 22 × 13 × 19、4つの連続した素数の和 (239 + 241 + 251 + 257)、ノントーティエント、香港に対応する ISBN のグループ番号2つのうちのひとつ
989 = 23 × 43、ポルトガルに対応する ISBN のグループ番号2つのうちのひとつ
990 = 2 × 32 × 5 × 11 = 9 × 10 × 11 = 11!/8!、6つの連続した素数の和 (151 + 157 + 163 + 167 + 173 + 179)、44番目の三角数、ハーシャッド数。9番目の三連続積数。1つ手前は720、次は1320。
991: 素数、エマープ(991 ←→ 199)、数字を入れかえた919も素数、5つの連続した素数の和 (191 + 193 + 197 + 199 + 211)、7つの連続した素数の和 (127 + 131 + 137 + 139 + 149 + 151 + 157)
992 = 25 × 31、31番目の矩形数、ノントーティエント
993 = 3 × 331
994 = 2 × 7 × 71、楔数、ノントーティエント
995 = 5 × 199
996 = 22 × 3 × 83、ポルシェ・996、996工作制
997: 素数、3桁では最大の素数である。
998 = 2 × 499、ノントーティエント、3桁で最大の半素数
999 = 33 × 37、8番目のカプレカ数、ハーシャッド数、イギリスなどの国では緊急通報用電話番号